# Lobodice
Lobodice (en allemand : Lobotitz) est une commune du district de Přerov, dans la région d'Olomouc, en République tchèque. Sa population s'élevait à 739 habitants en 2020.

## Géographie
Lobodice se trouve à 5 km au nord du centre de Kojetín, à 13 km au sud-ouest de Přerov, à 28 km au sud d'Olomouc et à 220 km à l'est-sud-est de Prague.
La commune est limitée par Oplocany au nord-ouest, par Tovačov au nord, par Troubky à l'est, par Uhřičice au sud, et par Polkovice à l'ouest.

## Histoire
La première mention écrite de la localité date de 1131.

## Administration
La commune se compose de trois quartiers :
- Lobodice
- Cvrčov
- Chrbov

## Transports
Lobodice se trouve à 9 km de Kojetín, à 15 km de Přerov, à 25 km d'Olomouc et à 276 km de Prague.